# William Dunlop Brackenridge
William Dunlop Brackenridge (1810-1893) est un horticulteur, explorateur et botaniste écossais et américain.
Il a participé à l'exploration du pacifique nord de 1838 à 1842.
Il s'est établi en 1844 à Washington (district de Columbia) où sa collection botanique a été le noyau de la collection botanique du musée national des États-Unis. Après 1855, il travaille à Baltimore comme architecte paysagiste.

## Publications
- United States Exploring Expedition Report, Volume XVI - Botany - Filices. 1854.
- United States Exploring Expedition Report, Volume XVI - Botany - Filices: Atlas. 1856.

## Plantes qui lui ont été dédiées
Le genre Brackenridgea de la famille des Ochnacées lui a été dédié.

## Référence
- Généalogie de William Dunlop Brackenridge
- Australian National Herbarium - Biographies